# Paulo da Iugoslávia
Paulo da Iugoslávia, também conhecido como Paulo Karađorđević (Servo-croata: Pavle Karađorđević, Павле Карађорђевић; 27 de abril de 1893 – 14 de setembro de 1976), foi príncipe regente do Reino da Iugoslávia durante a menoridade do rei Pedro II. Paulo era primo-irmão do pai de Pedro, Alexandre I.

## Biografia
O príncipe Paulo da Iugoslávia era o único filho do príncipe Arsen da Sérvia, irmão mais novo do rei Pedro I, e da princesa e condessa Aurora Pavlovna Demidova. A Casa de Karađorđević estava no exílio com a Sérvia sendo governada pelos seus arqui-inimigos, a Casa de Obrenović. Paulo cresceu em Genebra e foi criado como uma criança solitária e abandonada na casa de seu tio, Pedro Karađorđević.  A longa e sangrenta vingança entre as Casas de Obrenović e Karađorđević, que começou em 1817, terminou em 1903, quando um golpe de estado militar viu o último rei Obrenović, Alexandre, ser derrubado e morto a golpes em seu quarto. Petar Karađorđević regressou à Sérvia para se tornar rei Pedro I. Paulo seguiu seu tio e chegou à Sérvia pela primeira vez em 1903. Em 1912, tomou a decisão de frequentar a Universidade de Oxford, o que era muito incomum, já que a elite sérvia preferia ser educada em Paris ou em São Petersburgo. 
Paulo foi educado na Christ Church, Oxford, onde foi membro do exclusivo Bullingdon Club – um clube de jantar famoso por seus membros ricos, grandes banquetes. Cultivado  como seus amigos mais próximos, o príncipe Jorge, Duque de Kent, e Sir Henry Channon,  sua visão da vida era considerada britânica. Paulo costumava dizer que "se sentia como um inglês".  Channon chamou Paulo de "a pessoa que mais amei".  Por um tempo, Paulo e Channon viveram juntos em uma casa em Londres junto com outro amante de Channon, Lord Henry Gage.  Um bon vivant culto e descontraído que inspirava muito carinho em seus amigos, Paulo quando não se associava à aristocracia britânica colecionava pinturas de Monet, Ticiano e van Gogh. 
Apesar de ter sido a Áustria-Hungria quem declarou guerra à Sérvia em 28 de julho de 1914, Paulo só se juntou ao Exército Real Sérvio em novembro de 1914, servindo por seis meses antes de retornar à Grã-Bretanha em maio de 1915.  Paulo voltou ao serviço no Exército Real Sérvio, que estava agora exilado na Grécia em janeiro-abril de 1917, antes de retornar novamente à Grã-Bretanha.  Seu histórico militar durante ambas as missões foi descrito como "indistinto", pois Paulo descobriu que não tinha talento para ser soldado.  Paulo argumentou que poderia estar no máximo a serviço da Sérvia estando em Londres, onde atuou como lobista da Sérvia. 
Paulo viveu em Londres de 1919 a 1924 e raramente visitava Belgrado.  Durante sua estada em Londres, ele foi o proverbial “vida da festa” que gostava de socializar com a elite britânica em festas em Londres ou em várias casas de campo.  Em 1923 casou-se com a princesa Olga da Grécia e Dinamarca, irmã da princesa Marina, Duquesa de Kent. O Duque de Iorque (futuro Rei Jorge VI), foi o padrinho do seu casamento em Belgrado.  Em janeiro de 1924, ele retornou à Iugoslávia.  O primo de Paulo, o rei Alexandre, parece ter em mente instalá-lo em algum tipo de posição de vice-reinado em Zagreb para governar os croatas, mas quaisquer que fossem os planos, revelaram-se discutíveis.  Alexander gostou da companhia de Paulo , considerando-o um conversador espirituoso com um "sopro de visão" e um "intelecto legal".  No entanto, o rei decidiu que Paulo era muito simpático às reclamações croatas sobre o estado unitário criado pela Constituição de Vidovdan de 1921, e decidiu não lhe dar o cargo em Zagreb, para grande frustração de Paulo. 
Tendo o cuidado de nunca criticar abertamente a constituição, Paulo simpatizou com a exigência croata de transformar a Jugoslávia numa federação e sentiu que muitos políticos sérvios estavam a ser irrealistas ao esperar que o descontentamento croata se dissolvesse por si próprio se tivesse tempo suficiente.  Paulo achou seu palácio em Dedinje sombrio, o que o levou a se mudar para uma vila na Eslovênia, onde se sentiu mais em casa e onde ocupou seu tempo com sua coleção de arte cada vez maior e com a criação de sua família.  Além da arte, os interesses de Paulo eram leitura, pesca e caça.  Sempre que havia uma grande mostra de arte em Londres, Paris, Munique, Florença, Roma e Viena, Paul quase invariavelmente estava presente para admirar a arte e comprar pinturas para sua coleção. 

## Nomeação como Regente da Iugoslávia

Estandarte do Príncipe Regente

Em 9 de outubro de 1934, Vlado Chernozemski assassinou o primo-irmão de Paulo, o rei Alexandre I da Iugoslávia, em Marselha, na França, e o príncipe Paulo assumiu a regência, pois Alexandre havia estipulado em seu testamento que, após sua morte, um conselho de regentes presidido por Paulo deveria governar. até que o filho de Alexandre , Pedro II, atingisse a maioridade.  No final da tarde de 9 de outubro, Paulo recebeu um telefonema com a notícia de que o rei havia sido assassinado e que deveria ir imediatamente ao palácio real.  Alexandre havia sobrevivido a duas tentativas anteriores de assassinato e deu a entender que, se morresse, Paulo serviria como regente.  Ao chegar ao palácio real, Paulo foi recebido pelo primeiro-ministro, Nikola Uzunović, e pelo comandante da Guarda Real, general Petar Živković.  Os três homens abriram o cofre que continha o testamento real cujos termos declaravam que Paulo serviria como regente até que o novo rei Pedro II atingisse a maioridade em setembro de 1941. 
O príncipe Paulo, muito mais do que Alexandre, tinha uma perspectiva iugoslava e não sérvia e, ao contrário de Alexandre, estava muito mais inclinado para a democracia. Nas suas linhas mais gerais, a sua política interna trabalhou para eliminar a herança do centralismo, da censura e do controlo militar da ditadura alexandrina, e para pacificar o país através da resolução do problema sérvio-croata.  Paulo queria alcançar uma reconciliação sérvio-croata, mas também sentiu durante um período considerável de tempo que tinha o dever de entregar o reino a Pedro mais ou menos inalterado quando atingisse a maturidade e, portanto, não estava disposto a aceitar mudanças constitucionais.  Trifković escreveu que: "Tanto por instinto quanto por desenvolvimento pessoal, Pavle era avesso tanto ao governo autocrático quanto ao militarismo." 
Como Príncipe Regente, Paulo possuía poderes muito amplos, mas estava muito menos inclinado a exercer esses poderes, levando a Iugoslávia nos anos 1934-1941 a ser rotulada de "uma ditadura sem ditador".  Paulo foi empurrado para uma posição de poder que ele não queria com o assassinato de Alexandre (razão pela qual Alexandre o escolheu em seu testamento para servir como regente, sabendo que ele nunca tentaria tomar o trono de seu filho), e durante todo o período Durante sua regência, ele deu a impressão de que governar a Iugoslávia era um fardo para ele. 
Um diplomata francês descreveu Paulo como um homem cujas "qualidades incontestáveis de caráter, equilíbrio e gosto... O diletantismo e o charme oxonianos, que ele exercia sobre seus visitantes, eram inúteis nas atuais circunstâncias e em um país onde os argumentos de poder são os apenas aqueles que contam".  O historiador britânico D.C. Watt observou que os "nervosos de Paulo tendiam a traí-lo sob estresse e que ele era por natureza inclinado a ceder à pressão em vez de suportá-la". Casado com uma princesa grega e intensamente anglófilo e helenófilo, Paulo desconfiava da Itália Fascista e da Alemanha Nazista. 
As pesadas perdas sofridas pela Sérvia na Primeira Guerra Mundial tornaram Paulo muito avesso a se envolver em outra guerra e o levaram a favorecer políticas neutralistas, apesar da aliança da Iugoslávia com a França.  Durante a Primeira Guerra Mundial, a Sérvia sofreu proporcionalmente as perdas mais pesadas; um em cada cinco sérvios que estavam vivos em 1914 estava morto em 1918.  A investigação da polícia francesa sobre o assassinato do rei Alexandre estabeleceu evidências sólidas de que os assassinos foram armados pelos governos da Itália e da Hungria, que foram partilhados com a Iugoslávia.  Além disso, os passaportes checoslovacos forjados que permitiram aos assassinos viajar para França tinham vindo da Hungria, e os assassinos telefonaram para Ante Pavelić, que na altura vivia em Roma. No entanto, o primeiro-ministro francês Pierre Laval - que procurava uma aliança com a Itália - deixou bem claro a Paulo que a França não apoiaria a Jugoslávia se decidisse fazer questão do envolvimento italiano no assassinato do rei, dizendo que a maior parte da Jugoslávia poderia fazer era culpar a Hungria.  A forma como os franceses estavam preparados para ignorar as preocupações jugoslavas sobre o regicídio em prol de melhores relações com a Itália azedou Paulo na aliança francesa. 

## Anos Stojadinović

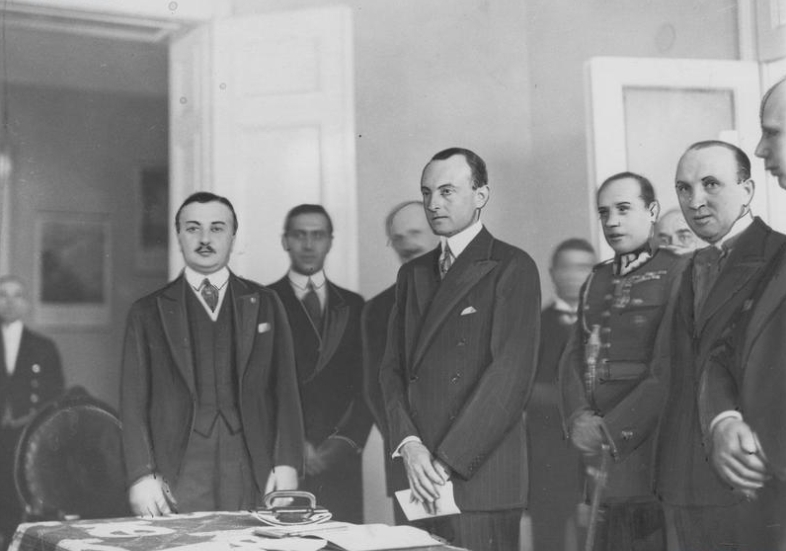
Príncipe Paulo na exposição Edward Okuń em 1932

Em 24 de junho de 1935, Paulo nomeou Milan Stojadinović como primeiro-ministro, com o mandato de lidar com a Grande Depressão e encontrar uma solução para a "questão croata".  Stojadinović acreditava que a solução para a Grande Depressão eram laços económicos mais estreitos com a Alemanha, que tinha mais gente do que conseguia alimentar e carecia de muitas das matérias-primas necessárias para uma economia industrial moderna.  Como a Alemanha precisava tanto de alimentos como de matérias-primas como o ferro, a bauxite, o cobre e o manganês, as exportações jugoslavas de produtos agrícolas e de minerais para o Reich floresceram a partir de 1935, conduzindo a um renascimento económico e à colocação da Iugoslávia na esfera de influência econômica alemã. 
A Iugoslávia havia assinado um tratado de aliança com a França em 1927, enquanto a Renânia ainda estava ocupada pela França, e durante as negociações de estado-maior franco-iugoslavas, foi prometido que a França tomaria a ofensiva na Alemanha Ocidental se a Alemanha iniciasse outra guerra. Enquanto a Renânia permaneceu uma zona desmilitarizada, sempre existiu a possibilidade de os franceses lançarem uma ofensiva na Alemanha Ocidental, o que tranquilizou a Jugoslávia.  O historiador americano Gerhard Weinberg escreveu que o status desmilitarizado da Renânia imposto pelo Tratado de Versalhes era "a garantia mais importante de paz na Europa", pois enquanto a Renânia estivesse desmilitarizada, seria impossível para a Alemanha atacar qualquer um dos territórios da França. aliados na Europa Oriental sem se expor ao risco de uma devastadora ofensiva francesa na Alemanha Ocidental. 
A remilitarização da Renânia em 7 de março de 1936 significou que a Alemanha começou a construir o Muro Ocidental ao longo da sua fronteira com a França, o que acabou com qualquer esperança de uma ofensiva francesa na Alemanha Ocidental. De 15 a 20 de junho de 1936, os chefes do Estado-Maior da Pequena Entente (Romênia, Checoslováquia e Iugoslávia) reuniram-se em Bucareste para discutir os seus planos agora que a Renânia foi remilitarizada.  A conclusão sombria da reunião de Bucareste foi que a França não era um factor importante na Europa Oriental, e doravante havia apenas duas grandes potências na Europa Oriental, nomeadamente a União Soviética e a Alemanha, e a vitória de qualquer uma delas noutra guerra significaria o fim da sua independência. 
Apesar dos seus sentimentos pró-britânicos e pró-franceses, Paulo acreditava que, no rescaldo da remilitarização da Renânia, a Iugoslávia precisava de inclinar a sua política externa em direcção à Alemanha.  Da mesma forma, o Pacto Hoare-Laval de 1935 e as tentativas britânicas de melhorar as relações anglo-italianas, como o "Acordo de Cavalheiros" de 1937 e os Acordos de Páscoa de 1938, fizeram com que Paul acreditasse que os britânicos estavam dispostos a sacrificar a Iugoslávia em prol de melhores relações com a Itália.  Stojadinović, que admirava abertamente a Itália fascista e a Alemanha Nazista, fez um grande esforço diplomático com o apoio tácito do Príncipe Regente para melhores relações com os estados fascistas no inverno de 1936-37. 
Sem informar a França, a Tchecoslováquia ou a Romênia, Stojadinović assinou um acordo com a Itália em 25 de março de 1937 que enfraqueceu gravemente a Pequena Entente.  Pouco antes de Stojadinović assinar o tratado, Paulo informou ao ministro britânico em Belgrado, Ronald Campbell, o que estava sendo planejado.  Paulo parece ter acreditado que se a Jugoslávia fosse vista como pertencente à esfera de influência italiana, isso poderia provocar uma resposta britânica para puxar a Jugoslávia na outra direcção.  Os acordos com a Itália alarmaram muito os franceses, que enviaram o general Maurice Gamelin para visitar Belgrado em Setembro de 1937, seguido pelo ministro dos Negócios Estrangeiros Yvon Delbos em Dezembro de 1937, que em ambos os casos procurou garantias de que a Jugoslávia não estava a abandonar a sua aliança com a França.  As políticas externas de Stojadinović eram impopulares, pelo menos entre os sérvios. Quando o Presidente Edvard Beneš da Checoslováquia visitou Belgrado, foi saudado por uma multidão entusiasmada que o aplaudia, o que foi visto como um sinal de que a opinião pública ainda estava ligada às alianças tradicionais.  Stojadinović, apoiado por Paulo, acreditava que uma reaproximação anglo-alemã era a melhor forma de salvar a paz, aceitando que uma ordem internacional estabelecida pelo Tratado de Versalhes estava condenada e que a melhor forma de salvar a paz seria fazer concessões ao Reich sem deixar a Alemanha dominar demasiado a Europa.  Numa cimeira da Pequena Entente na residência de verão do rei Carlos II em Sinaia, em agosto de 1937, Paulo e Stojadinović pressionaram Beneš para acabar com a aliança da Checoslováquia com a União Soviética, queixando-se de que isso perturbava demasiado os alemães.  Ao mesmo tempo, diplomatas jugoslavos tentaram efectuar uma reaproximação germano-checoslovaca, dizendo aos alemães que Beneš só tinha assinado a aliança com a União Soviética por medo, e sugeriram que se os alemães parassem de fazer ameaças contra a Checoslováquia, então talvez Beneš pudesse ser persuadido a revogar a aliança.  Embora Paulo tivesse apoiado Stojadinović até este ponto, por volta do final de 1937 ele começou a expressar preocupação com o primeiro-ministro que falava em fazer com que a Iugoslávia se juntasse às potências do Eixo, pois sentia que Stojadinović estava alienando demais os aliados tradicionais da Iugoslávia. 
Durante a crise dos Sudetos, Stojadinović inclinou-se para uma posição pró-Eixo, enquanto Campbell relatou que grande parte do corpo de oficiais iugoslavos simpatizava com a Tchecoslováquia, aliada da Iugoslávia, e insinuou que um golpe de estado seria possível se Stojadinović declarasse neutralidade.  Terence Shone, o primeiro secretário da legação britânica em Belgrado, relatou que a opinião pública sérvia era muito pró-Tchecoslováquia e esperava que a Iugoslávia entrasse em guerra se seu aliado fosse atacado.  Paulo foi descrito como aliviado pelo Acordo de Munique, que pôs fim à possibilidade de uma guerra que teria colocado o seu país num dilema. 
Em janeiro de 1939, Stojadinović disse ao ministro das Relações Exteriores italiano, conde Galeazzo Ciano, seu desejo de transformar sua União Radical Iugoslava no único partido legal, dizendo que queria estabelecer uma ditadura fascista que executasse uma política externa pró-italiana "para encontrar um situação de equilíbrio e segurança no quadro do Eixo”.  Stojadinović e Ciano discutiram a possibilidade de dividir a Albânia, um plano imediatamente vetado por Paulo que reclamou que na sua opinião a Iugoslávia já tinha muitos albaneses (cuja lealdade à Iugoslávia era questionável) e adicionar mais seria inútil.  Ao mesmo tempo, os deputados croatas no skupshtina (parlamento) apelaram às potências estrangeiras para intervir para dar aos croatas "liberdade de escolha e destino", acusando Stojadinović de ser um tirano. 

## Crise de Danzig: contagem regressiva para a guerra
Em 4 de fevereiro de 1939, Paulo demitiu Stojadinović do cargo de primeiro-ministro e, nesse ponto, a inclinação iugoslava em direção ao Eixo foi interrompida.  Depois de demitir Stojadinović, Paul rejeitou um apelo italiano para apoiar a anexação italiana da Albânia.  Em 15 de março de 1939, a Alemanha ocupou a metade tcheca do estado remanescente da Tchecoslováquia (como a Tchecoslováquia havia sido renomeada em outubro de 1938), transformando-a no Protetorado da Boêmia e da Morávia.  O facto de o Reich ter extinguido a independência da Tchecoslováquia, apesar da forma como Emil Hácha e o resto dos líderes se esforçaram por levar a cabo uma política externa servilmente pró-alemã, foi um choque considerável para Paulo. 
Mais tarde, quando os italianos anexaram a Albânia no fim de semana da Páscoa de 1939, Paulo recusou-se a fazer um protesto, o que prejudicou gravemente as relações com a Turquia, aliada do Pacto dos Balcãs da Iugoslávia, que protestou veementemente contra a anexação de uma nação de maioria muçulmana com a qual os turcos historicamente tinham relações estreitas.  A anexação italiana da Albânia levou a Itália a controlar ambos os lados do Estreito de Otranto e, assim, permitiu que os italianos cortassem o acesso da Iugoslávia ao resto do mundo.  Em 12 de Maio de 1939, a Grã-Bretanha e a Turquia emitiram uma declaração conjunta prometendo “garantir o estabelecimento da segurança nos Balcãs”.  Quando Paulo estava prestes a fazer uma visita de Estado à Itália, ele achou a declaração do embaixador turco em Belgrado sugerindo que a Iugoslávia trabalhasse com a Turquia no espírito da declaração anglo-turca para resistir a quaisquer novos avanços italianos nos Balcãs, muito mal cronometrada e deixou claro que não queria nada com a proposta turca. 

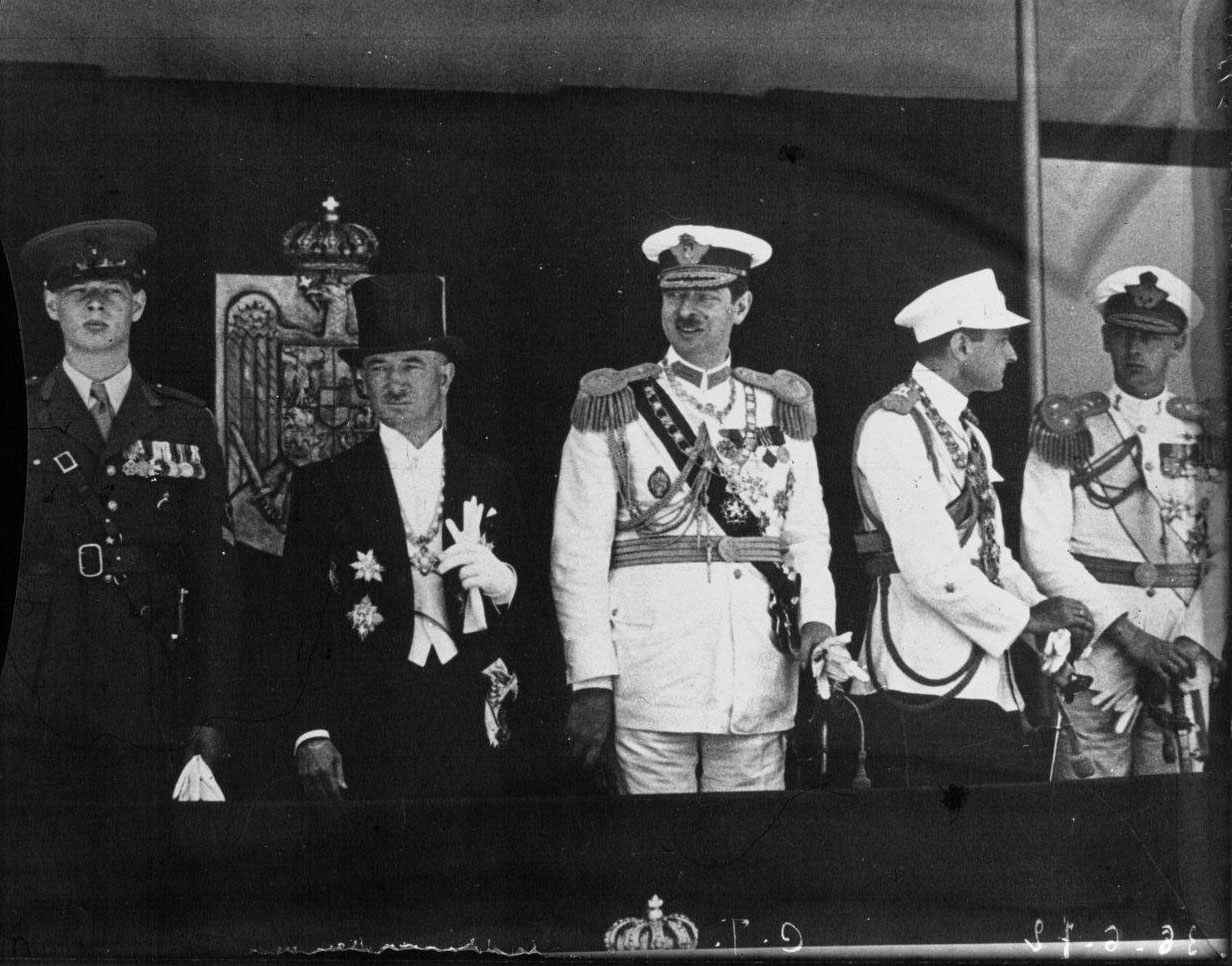
O rei Carlos II da Romênia, o presidente da Tchecoslováquia Edvard Beneš, o regente iugoslavo Príncipe Paulo e o príncipe Nicolau da Romênia em Bucareste em 1936

Paulo apoiou um plano apresentado pelo ministro dos Negócios Estrangeiros turco, Şükrü Saracoğlu, para a Bulgária aderir ao Pacto dos Balcãs e, numa carta, instou o rei Carlos II da Romênia a ceder parte da região de Dobruja como o preço da adesão da Bulgária ao Pacto dos Balcãs.  Na sua carta, Paulo enfatizou a importância de impedir a Itália de invadir mais nações dos Balcãs, o que exigia tirar os búlgaros da esfera de influência italiana (o rei Bóris III da Bulgária era casado com a filha do rei Vítor Emanuel III da Itália).  Ele escreveu que queria que os búlgaros "saissem das minhas costas" para permitir que os iugoslavos e os gregos se concentrassem no combate aos italianos, que agora estavam construindo as suas forças na sua nova colônia da Albânia.  Ao contrário dos húngaros, que Paulo sentia que nunca abandonariam as suas reivindicações contra a Jugoslávia, os búlgaros eram considerados mais tratáveis. 
Depois da Alemanha e da Itália, a Hungria era a nação com a qual Paulo mais se preocupava, ao notar que o vale do rio Danúbio descia da planície húngara direto para Belgrado.  Ao mesmo tempo, a Iugoslávia iniciou conversações de estado-maior com a Grécia com o objectivo de resistir a uma invasão italiana de qualquer uma das nações.  Um grande problema para a Iugoslávia era a falta de armas modernas e de dinheiro para pagá-las.  Watt escreveu que "as táticas de Paul visavam ganhar créditos e garantir entregas de armas onde quer que pudesse, em Berlim, Paris ou Londres".  Depois de conversar com Raymond Brugère, o ministro francês em Belgrado, este último prometeu ao príncipe regente que voaria pessoalmente para Paris para fazer lobby pela Iugoslávia. 
Em 29 de junho de 1939, foi quem anunciou que o Banco Seligmann de Paris iria conceder um empréstimo de 600 milhões de francos à Iugoslávia, que seria gasto em armas para os militares iugoslavos.  Os alemães tinham quebrado os códigos diplomáticos iugoslavos e estavam bem cientes das tentativas de Paulo de jogar as potências do Eixo contra as potências aliadas para garantir o melhor acordo para a Iugoslávia; A salvação de Paulo em 1939 residia no facto de a Alemanha estar prestes a invadir a Polônia e precisar de matérias-primas da Iugoslávia, como bauxita e o cobre, para manter a indústria de armamento alemã em funcionamento.  Depois de Hitler ter tomado a decisão de lançar Fall Weiss (Case White), a invasão da Polônia, o Reich queria duas coisas da Iugoslávia, nomeadamente um acordo para fornecer à Alemanha todas as matérias-primas necessárias e que a Iugoslávia não só se recusasse a juntar-se aos britânicos, inspirou a "frente de paz", mas também alinhou formalmente a sua diplomacia com as potências do Eixo. 
Em 1939, o príncipe Paulo, como chefe de estado interino, aceitou um convite oficial de Adolf Hitler e passou nove dias em Berlim. Durante a sua visita a Berlim, foi feito um enorme esforço para persuadir Paulo a não se juntar à “frente de paz” que deveria “conter” a Alemanha.  Paul foi recebido por Hitler na estação ferroviária de Berlim, foi feito convidado de honra numa recepção e jantar na Chancelaria do Reich, visitou a base militar de Potsdam, assistiu a uma apresentação de gala de Wagner na Ópera de Berlim, e revisou dois importantes trabalhos militares. desfiles destinados a impressionar-lhe o poder do Reich .  Durante a primeira parte da sua viagem, Paulo ficou no Palácio de Bellevue, um antigo palácio imperial e depois, durante os últimos três dias, na propriedade de Göring em Carinhall.  Apesar de toda a pompa, Paulo, durante a sua visita à Alemanha, recusou repetidamente as exigências feitas pelos seus anfitriões para assinar um acordo económico que teria transformado a Jugoslávia numa colónia económica alemã ou algum gesto abertamente pró-Eixo, como retirar a Iugoslávia da Liga das Nações. e assinatura do Pacto Anticomintern.   O ministro das Relações Exteriores alemão, Joachim von Ribbentrop, chamou Paulo de "tronco" (uma gíria alemã que significa alguém que é muito estúpido), enquanto Hitler estava muito zangado porque, apesar de toda a generosa hospitalidade, a única concessão que Paulo fez foi reajustar ligeiramente a taxa de câmbio entre os Reichsmark e o Dinar.  Em troca do reajuste da taxa de câmbio, Paulo forçou os alemães a finalmente entregarem algumas das aeronaves que a Iugoslávia havia pago antecipadamente em 1938, mas os alemães continuaram encontrando desculpas para não entregar. 

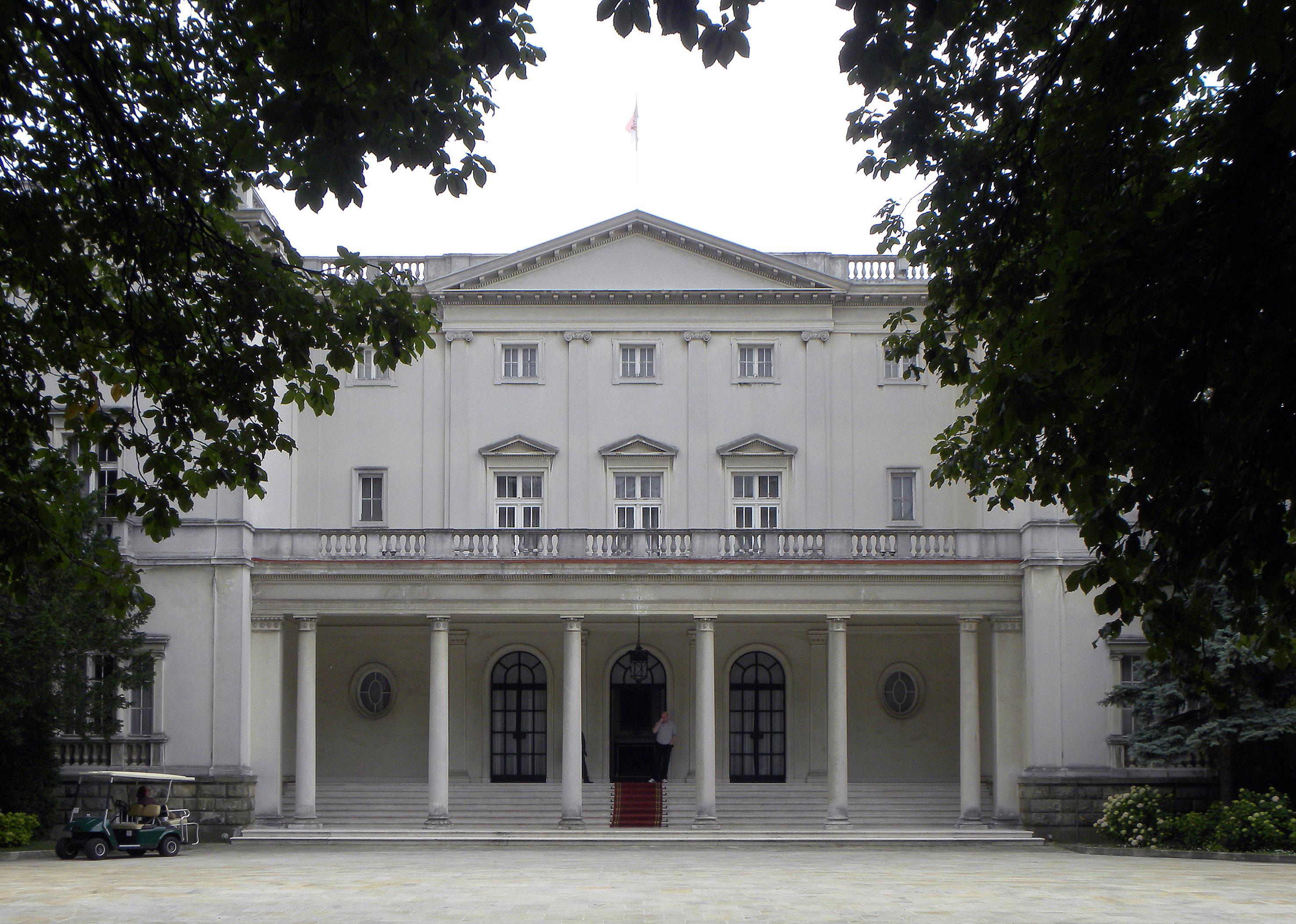
Beli dvor em Belgrado, residência de Paul

Enquanto estava na Alemanha, Paulo despachou o general Petar Pešić em uma missão secreta a Paris e Londres para descobrir quais eram os planos anglo-franceses no caso de uma guerra.  Pešić disse a Lord Gort do Estado-Maior Britânico e ao General Francês Maurice Gamelin que a Iugoslávia declararia neutralidade se a Alemanha invadisse a Polónia, mas estaria disposta a entrar na guerra pelos Aliados no momento em que o Mar Mediterrâneo e o Mar Adriático ficassem sob o controlo operacional Aliado.  Pešić argumentou que, do ponto de vista dos Aliados, a neutralidade iugoslava poderia ser vantajosa no sentido de que a Iugoslávia atualmente não poderia impedir a Wehrmacht alemã de ocupar o país se Hitler assim o desejasse, o que permitiria aos alemães explorar todas as matérias-primas cruciais da Iugoslávia, mas se a Iugoslávia permanecesse neutra e entrasse na guerra quando os Aliados pudessem apoiá-la, então as matérias-primas seriam permanentemente negadas aos alemães. 
Pešić descobriu que os franceses, que preferiam que os combates ocorressem em qualquer lugar que não a França, estavam muito mais interessados em que a Iugoslávia entrasse no conflito se a crise de Danzig levasse a uma guerra do que os britânicos.  Através de Gamelin, ele soube que os franceses já estavam planejando fazer com que o Exército do Levante, comandado por Maxime Weygand, desembarcasse em Tessalônica para marchar até os Bálcãs e se unir aos iugoslavos e aos romenos para ajudar os poloneses.  Em maio de 1939, a Iugoslávia mudou seus códigos diplomáticos, o que impediu tanto os italianos quanto os alemães de ler os códigos iugoslavos.  No mesmo mês, quando o Ministro dos Negócios Estrangeiros romeno, Grigore Gafencu, visitou Belgrado, Paul falou-lhe do seu desejo de que tanto a Iugoslávia como a Romênia tivessem laços mais estreitos com a Grã-Bretanha. 
Apesar das repetidas pressões dos ministros alemão e italiano em Belgrado, Paulo recusou a exigência de que a Iugoslávia deixasse a Liga das Nações como um movimento simbólico para mostrar que a Iugoslávia estava agora associada aos estados do Eixo.  Como a Alemanha e o Japão abandonaram a Liga das Nações em 1933, enquanto a Itália abandonou a Liga em 1937, as potências do Eixo sempre atribuíram imensa importância simbólica ao facto de outras nações abandonarem a Liga, demonstrando alinhamento diplomático com elas. 
Em junho de 1939, Paulo avisou o embaixador americano na Iugoslávia que o Forschungsamt (escritório de pesquisa – agência alemã de inteligência criptoanalítica) estava lendo todos os telegramas diplomáticos que entravam e saíam de Belgrado, incluindo os americanos, e o embaixador deveria ter cuidado com quais informações ele telegrafou de volta para Washington, D.C.  Em 15 de julho de 1939, Paul deixou Belgrado para visitar Londres com uma escala em Paris para ver Pešić. 

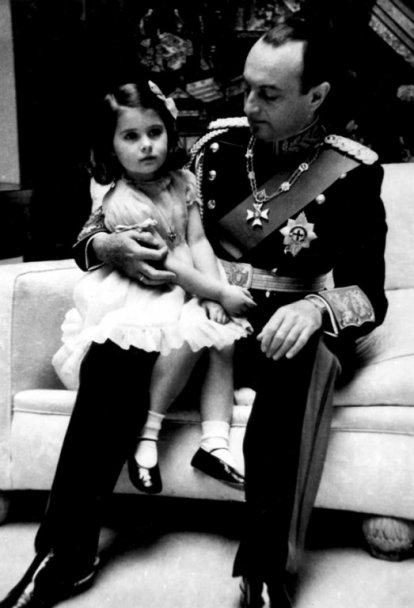
Príncipe Paulo com sua filha, Princesa Isabel

Através de Pešić, Paulo soube que tinha a impressão de que, por um lado, os franceses estavam ansiosos por iniciar uma segunda frente nos Balcãs em caso de guerra, enquanto, por outro lado, a Marinha Francesa desempenharia apenas um papel defensivo, guardando comboios. da Argélia à França. Em Londres, Paul defendeu que a Grã-Bretanha lançasse uma "guerra preventiva" contra a Itália, dizendo que se a Itália fosse eliminada, a Jugoslávia iria definitivamente aproximar-se da Grã-Bretanha.  Paulo ordenou que as reservas de ouro do Banco Nacional da Iugoslávia fossem transferidas para Londres como um sinal de sua fé na Grã-Bretanha. 
Ele disse aos seus anfitriões britânicos que a Iugoslávia ainda não estava pronta para aderir à “frente de paz”, mas estava caminhando nessa direção.  Paul também disse ao Secretário de Relações Exteriores, Lord Halifax, que Paul usaria sua influência junto às nações mais hesitantes do Pacto dos Balcãs, Romênia e Grécia, para tentar trazê-las para a "frente de paz".  Durante a mesma visita, ele foi empossado como Cavaleiro Estranho Companheiro da Jarreteira, a mais importante ordem de cavalaria britânica, pelo Rei Jorge VI, o que ofendeu muito Hitler, que reclamou que o coração de Paulo estava com os britânicos.  Durante suas conversas com Lord Halifax em Londres, Paul recebeu respostas elusivas às suas exigências de uma "guerra preventiva" britânica contra a Itália, enquanto Paul afirmava que, enquanto a Regia Marina existisse, sempre existiria a possibilidade de a Iugoslávia ser isolada da Grã-Bretanha e França.  Tanto o primeiro-ministro Neville Chamberlain como Lord Halifax consideravam o primeiro-ministro italiano Benito Mussolini como o mais moderado e razoável dos líderes fascistas e que, apesar de ter assinado o Pacto de Aço em Maio, ainda poderia ser "removido" da sua aliança com a Alemanha.  Os temores de Paul em relação à Regia Marina foram confirmados em junho de 1940, quando a Itália entrou na guerra e fez com que os britânicos começassem a abastecer o Egito através do longo caminho ao redor da África, na rota do Cabo da Boa Esperança, já que o perigo dos ataques aéreos e navais italianos tornava a travessia do centro Mediterrâneo demasiado perigoso, sendo a única excepção os comboios de abastecimento para Malta. 
Com medo de ser isolado, Paul defendeu a Halifax que se a Grã-Bretanha acabasse declarando guerra à Alemanha como resultado da invasão da Polônia por esta última, então a Grã-Bretanha deveria lançar imediatamente ataques aéreos e navais para destruir a Regia Marina e a Regia Aeronautica, independentemente de a Itália estar ou não. neutro ou não.  Era crença de Paulo que mesmo que Mussolini declarasse neutralidade no início, ele inevitavelmente entraria na guerra ao lado da Alemanha em algum momento.  Paulo queria muito um desembarque anglo-francês na cidade grega de Tessalônica em caso de guerra, pois acreditava que essa seria a única maneira pela qual a Iugoslávia poderia resistir a uma invasão alemã.  Paul também expressou sua esperança de que os britânicos incluíssem a União Soviética na proposta "frente de paz" como a melhor forma de dissuadir a Alemanha de invadir a Polônia.  Enquanto Paul estava visitando Londres, o Ministro das Finanças da Iugoslávia, Vojin Đuričić, estava em Paris e assinou lá em 14 de julho um acordo com o primeiro-ministro Édouard Daladier para que a França vendesse armas antiaéreas, caminhões, obuses, armas antitanque, metralhadoras, tanques à Iugoslávia. e transportadores de tanques. 
À medida que a crise de Danzig empurrava a Europa à beira da guerra, Vladko Maček, do Partido Camponês Croata, convenceu-se da necessidade de "lançar uma ponte sobre o abismo que separava os sérvios dos croatas".  Paulo apoiou os esforços do primeiro-ministro Dragiša Cvetković para chegar a um entendimento com Maček, apesar do seu desejo de entregar a Jugoslávia inalterada ao rei Pedro quando este atingisse a maioridade, uma vez que Paulo sentiu que o fim da disputa sérvio-croata era a melhor maneira de permitir que a Jugoslávia sobreviva à tempestade que se aproxima.  Em 20 de agosto de 1939, o Acordo Cvetković-Maček estabeleceu a Banovina da Croácia para ser governada por um ban (governador) responsável perante o rei e um sabor (parlamento) em Zagreb.  O governo central manteve o controlo da monarquia, dos negócios estrangeiros, da defesa nacional, do comércio externo, do comércio, dos transportes, da segurança pública, da religião, da mineração, dos pesos e medidas, da política de seguros e de educação, mas a Croácia teria a sua própria legislatura em Zagreb, com um orçamento separado.  O sporazum (acordo) concedeu ampla autonomia à Croácia e dividiu a Bósnia e Herzegovina quando o governo concordou com a exigência de Maček de que todos os croatas na Iugoslávia vivessem sob a autoridade da banovina croata.  O sporazum era popular entre a opinião croata moderada, mas era extremamente impopular entre os muçulmanos bósnios, que se opunham à divisão da Bósnia-Herzegovina.  Da mesma forma, os sérvios ficaram indignados com o fato de o sporazum ter "abandonado" os sérvios prečani na Bósnia e na região de Krajina ao domínio croata.  A acusação de que Paul e Cvetković se tinham "vendido" aos croatas com o sporazum tornou-os impopulares entre os sérvios e, se não causou o golpe de estado iugoslavo de 26 de Março de 1941, foi certamente um pré-requisito essencial para o golpe.  Finalmente, os eslovenos exigiram que lhes fosse concedido um grau semelhante de autonomia. 
Em 26 de agosto de 1939, à medida que a crise de Danzig avançava para o seu clímax, Paulo, numa carta a Lord Halifax, instou mais uma vez que a Grã-Bretanha lançasse uma "guerra preventiva" contra a Itália se a Alemanha invadisse a Polónia.  Paulo advertiu que se a Alemanha conquistasse a Polónia, a Itália, mais cedo ou mais tarde, entraria na guerra e, se isso acontecesse, as forças italianas na Albânia, com o apoio da Bulgária, seriam usadas para ameaçar os outros estados dos Balcãs.  Paul concluiu que, nesse caso, "seguiria uma podridão em todos os Bálcãs", à medida que os outros estados dos Bálcãs, juntamente com a Turquia, se voltariam para a Alemanha para protegê-los da Itália.  Sir Ronald Campbell, o ministro britânico em Belgrado, num telegrama a Lord Halifax escreveu que Paul estava "nos últimos estágios de desespero".  Halifax escreveu na margem da carta de Paul que estava sofrendo de depressão maníaca novamente.  Brugère, que gostava muito de Paulo, mostrou-se mais solidário e, num despacho a Paris, instou a França a desembarcar uma força em Tessalónica se a Alemanha invadisse a Polónia.  Os franceses apoiaram a ideia de desembarcar em Salónica, mas a estratégia aliada foi determinada por um Conselho de Guerra Inter-Aliado e os britânicos opuseram-se firmemente aos planos franceses para uma "segunda frente" nos Balcãs.  A notícia do Pacto Ribbentrop-Molotov foi um golpe especialmente amargo para Paulo, pois garantiu que as duas potências mais fortes da Europa Oriental trabalhariam juntas, e acabou com as esperanças do regente de uma aliança anglo-francesa, que poderia finalmente livrar a Iugoslávia. dos constantes esforços italianos para minar a unidade nacional. 

## Segunda Guerra Mundial

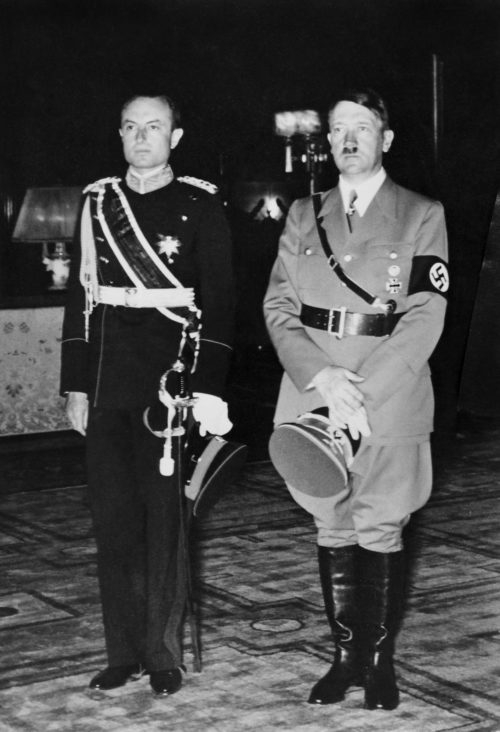
Príncipe Paulo e Adolf Hitler em Berlim, Alemanha Nazista, 1939

Quando a Segunda Guerra Mundial eclodiu em setembro de 1939 pela invasão alemã da Polônia, a Iugoslávia declarou a sua neutralidade.  Durante a Guerra Falsa, Paul providenciou para que a Iugoslávia intensificasse as entregas de cobre à Alemanha em troca de promessas de que a Alemanha finalmente entregaria armas que a Iugoslávia havia pago antecipadamente, mas pelas quais a Alemanha continuava encontrando desculpas para não entregar.  A Alemanha também queria que a Jugoslávia se recusasse a aderir à “frente de paz” de inspiração britânica e até que alinhasse formalmente a sua diplomacia com as potências do Eixo.  Em sua simpatia, Paul preferia que a França e a Grã-Bretanha vencessem a guerra, mas tinha muito medo da Wehrmacht.  Paul pressionou repetidamente para um renascimento da estratégia da Frente da Macedônia da Primeira Guerra Mundial, argumentando que se as forças francesas e britânicas desembarcassem em Salónica, o que os colocaria em posição de ajudar a Jugoslávia, ele poderia inclinar-se mais para os Aliados.  Durante a Guerra Falsa, um boato popular, embora errôneo, na Croácia de que Paulo estava planejando entrar na guerra do lado Aliado e enviar regimentos croatas para tripular a Linha Maginot na França aumentou o apoio ao separatismo croata. 
Tamanho era o desespero de Paulo por um contrapeso à Alemanha que ele até se voltou para a União Soviética.  Vasily Strandtman, o encarregado de negócios russo na legação em Belgrado em 1914, finalmente fechou a legação em outubro de 1939, sob forte pressão do governo iugoslavo.  Em maio de 1940, foi assinado um acordo económico com a União Soviética e, em junho de 1940, a Jugoslávia finalmente estabeleceu relações diplomáticas com Moscovo, sendo um dos últimos estados europeus a reconhecer a União Soviética.  Em dezembro de 1940 e novamente em março de 1941, Paulo tentou fazer com que a Iugoslávia comprasse equipamento militar moderno da União Soviética. 
Em 4 de março de 1941, Paulo encontrou-se com Adolf Hitler no Berghof, no alto dos Alpes Bávaros.  Hitler disse a Paul que ele já havia decidido invadir a Grécia e, em troca da concessão à Wehrmacht de direitos de trânsito através da Iugoslávia, estava disposto a atribuir Salônica à Iugoslávia após a esperada conquista da Grécia.  Paulo recusou a oferta e disse que como sua esposa era grega, ele não poderia permitir que a Iugoslávia fosse usada como base para agressão contra a Grécia.  Paulo também admitiu que suas simpatias eram para com a Grã-Bretanha e afirmou que a assinatura do Pacto Tripartite levaria à sua derrubada.  O general Franz Halder, chefe do Estado-Maior do Exército Alemão que participou da reunião, escreveu em seu diário: "Nenhum resultado positivo. Nenhuma intenção de aderir ao Pacto Tripartite".  Em 6 de março de 1941, Paul convocou uma reunião do Conselho da Coroa Iugoslava, na qual Pešić declarou sua opinião como soldado de que o Exército Real Iugoslavo não poderia impedir uma invasão alemã, e o melhor que se poderia esperar era resistir por seis semanas. nas montanhas da Bósnia.  No dia seguinte, o ministro das Relações Exteriores da Iugoslávia, Aleksandar Cincar-Marković, abordou Victor von Heeren, o ministro alemão em Belgrado, e disse que a Iugoslávia estava disposta a assinar o Pacto Tripartite se nenhum direito de trânsito permitindo à Wehrmacht invadir a Grécia a partir da Iugoslávia fosse concedido e disse que Paulo não podia, em sã consciência, permitir que a Iugoslávia fosse usada como base para a guerra contra a terra natal de sua esposa. 
Em 25 de março de 1941, o governo iugoslavo assinou o Pacto Tripartite do Eixo com reservas significativas, pois três notas foram anexadas. A primeira nota obrigava as potências do Eixo a respeitar a integridade territorial e a soberania da Iugoslávia. Na segunda nota, as potências do Eixo prometeram não pedir qualquer assistência militar à Iugoslávia e, na terceira nota, prometeram não pedir permissão para deslocar forças militares através do território jugoslavo durante a guerra.  No entanto, a assinatura do pacto não agradou a vários elementos do Exército Real Iugoslavo. Em 27 de março de 1941, dois dias depois de a Iugoslávia ter assinado o Pacto Tripartite, figuras militares iugoslavas com apoio britânico removeram Paulo à força do poder e declararam maior de idade o rei Pedro II.  As forças alemãs e italianas invadiram o país dez dias depois.

## Exílio

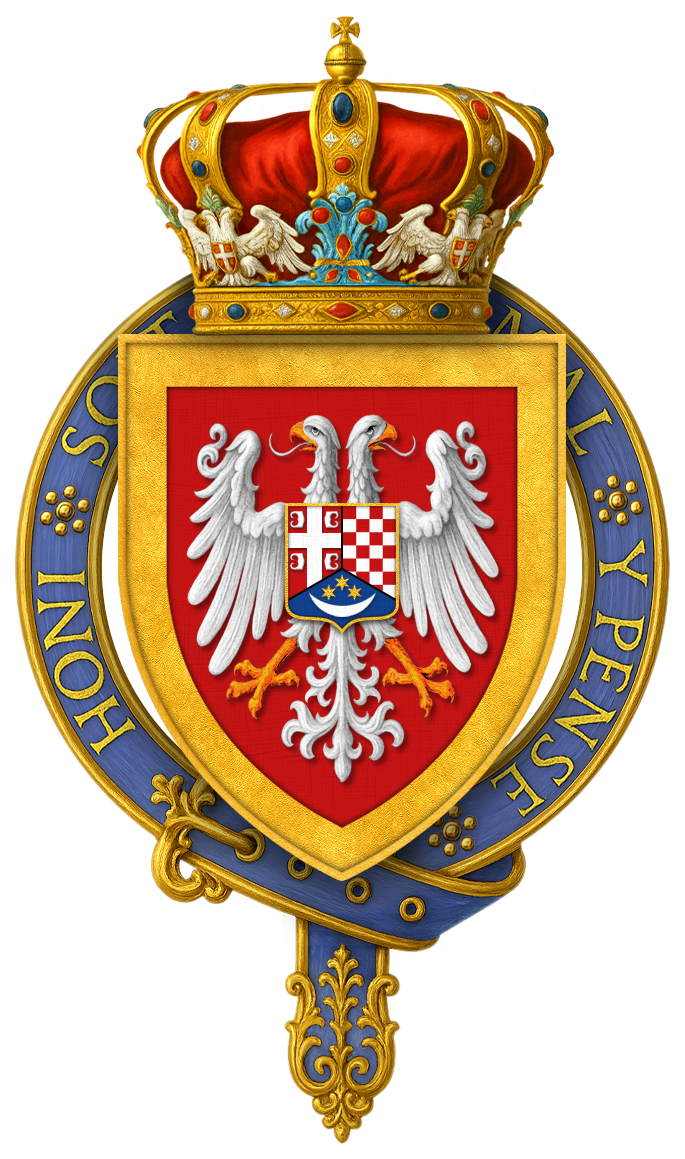
Brasão de Paulo com Ordem da Jarreteira

Durante o resto da guerra, o príncipe Paulo foi mantido, com a sua família, em prisão domiciliária pelos britânicos no Quênia. Paulo e sua família chegaram a Oserian, a antiga casa de Lord Erroll, nas margens do Lago Naivasha, em 28 de abril de 1941.  Oserian estava em péssimo estado de conservação, pois o conde havia sido assassinado no início de 1941 e a princesa Olga chamou isso de "um pesadelo completo".  Paul e sua família estavam em prisão domiciliar, sendo proibidos de deixar o terreno do Oserian.  Os jornais britânicos difamaram Paulo ao descrevê-lo como um simpatizante do nazismo, apesar das suas tendências anglófilas. 
A sua cunhada, a duquesa de Kent, e o seu marido, o duque de Kent, apelaram para Winston Churchill na esperança de permitir que Paulo e a sua esposa, a princesa Olga, se refugiassem na Grã-Bretanha. No entanto, Churchill rejeitou o pedido de forma inequívoca, uma vez que considerava Paulo um traidor e criminoso de guerra. Após a morte do duque de Kent em 1942, Churchill cedeu à insistência do rei George e permitiu que Olga voasse para Londres para confortar a irmã, mas sem o marido, que era extremamente próximo do falecido duque.   Um dos velhos amigos de Paul, o primeiro-ministro sul-africano, Jan Smuts, pressionou Churchill para libertar Paulp, que foi finalmente libertado em 1944 e autorizado a estabelecer-se em Joanesburgo.  Smuts concedeu asilo a Paulp e sua família. Smuts perdeu as eleições gerais sul-africanas de 1948 para Daniel François Malan do Partido Nacional, que era menos simpático ao fato de Paulo estar na África do Sul.
Paulo viveu na África do Sul até 1949, quando se mudou para Paris.  Paul sempre passava os verões em sua villa na Toscana, a Villa Demidoff, onde seu vizinho era seu velho amigo, o rico historiador de arte e negociante de arte americano, Bernard Berenson.  Berenson manteve por muito tempo sua casa em sua villa toscana, I Tatti. Como Berenson era uma das figuras mais ricas e influentes do mundo da arte, Paul pôde continuar aumentando sua coleção de arte.  O historiador de arte britânico John Pope-Hennessy, que uma vez almoçou com Berenson e Paul, escreveu: "Achei os modos guturais da princesa Olga um tanto desconcertantes, mas gostei do príncipe Paulo desde o início". 
As autoridades comunistas do pós-guerra na Iugoslávia fizeram com que o príncipe Paulo fosse proclamado inimigo do Estado, proibiram-no de retornar à Iugoslávia e confiscaram todas as suas propriedades na Iugoslávia.
O príncipe Paulo era pai da princesa Isabel, do príncipe Alexandre e do príncipe Nicolau, e era avô da autora americana Christina Oxenberg e da atriz americana Catherine Oxenberg.

## Morte

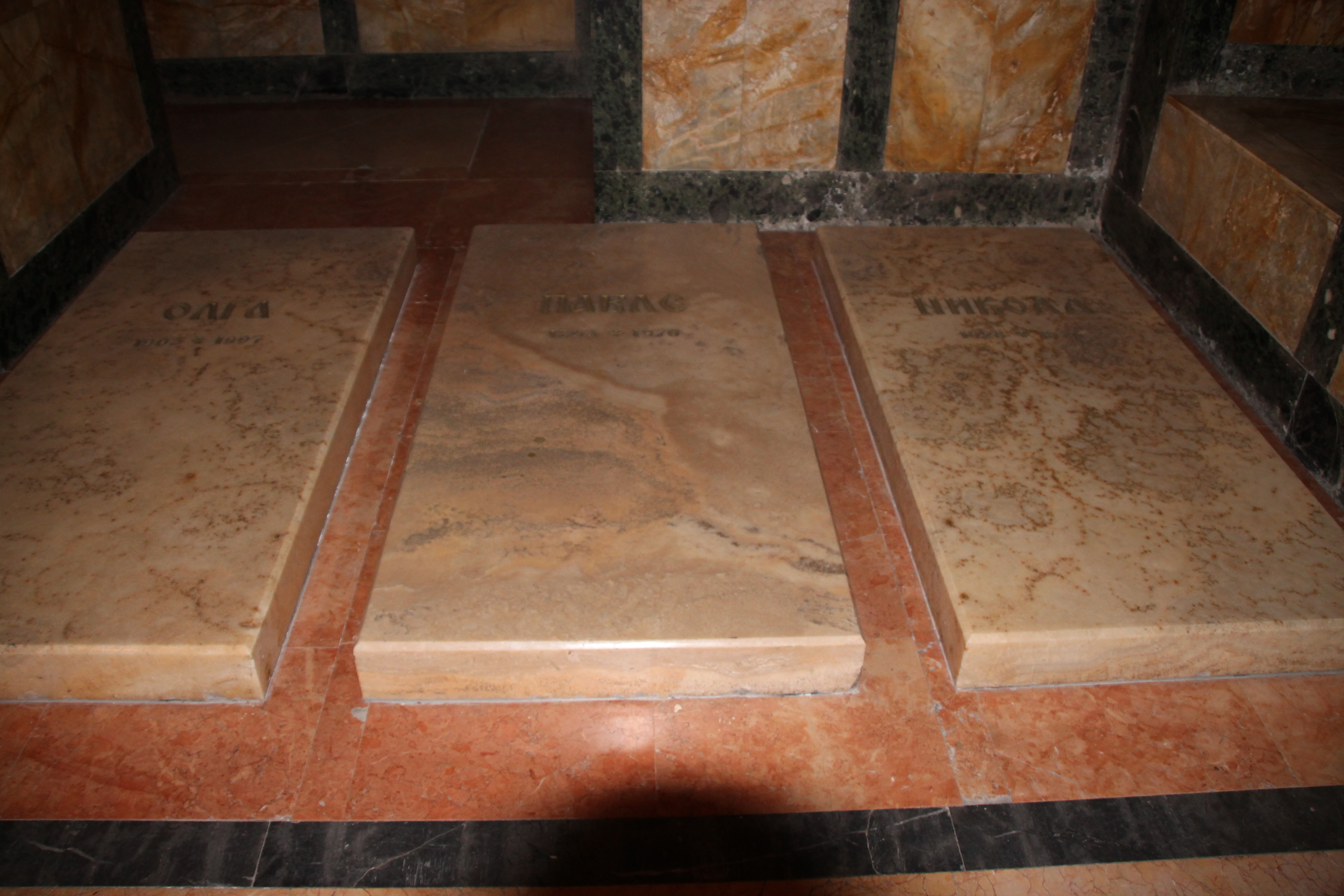
Tumbas da Princesa Olga, Príncipe Paul e Príncipe Nikola no cofre da família Karađorđević na Igreja de São Jorge em Oplenac

O Príncipe Paul morreu em Paris em 14 de setembro de 1976, aos 83 anos  e foi enterrado no Cemitério Bois-de-Vaux em Lausanne, Suíça.
O príncipe Paulo foi reabilitado pelos tribunais sérvios em 2011 e em 6 de outubro de 2012 foi reenterrado na cripta da família de Oplenac, perto de Topola, no centro da Sérvia, juntamente com a sua esposa Olga e o filho Nicolau. 

## Legado
A princesa Isabel, sua única filha, obteve informações dos arquivos do Special Operations Executive no Ministério das Relações Exteriores em Londres e publicou-as em Belgrado na edição de 1990 da biografia de seu pai em língua sérvia. O livro original, Paul of Yugoslavia: Britain's Maligned Friend, foi escrito por Neil Balfour, sendo o primeiro publicado pela Eaglet Publishing em Londres em 1980. 
Em 1967, os diários do deputado conservador Henry "Chips" Channon foram publicados, mas foram fortemente censurados, pois a homossexualidade ainda era ilegal na Grã-Bretanha e muitas das pessoas citadas nos diários ainda estavam vivas, o que expôs os editores ao risco de processos por difamação.  Em fevereiro de 2021, a primeira parte da versão sem censura dos diários de Channon foi publicada, o que causou polêmica quando Channon escreveu sobre ter relações homossexuais com vários homens conhecidos (entre eles o dramaturgo Terence Rattigan), e ficou fortemente implícito que Paulo tinha sido amante de Channon. 
O historiador sérvio Srdja Trifković escreveu que Paulo era uma figura trágica: "O príncipe Paulo da Iugoslávia é uma figura única e trágica na história moderna da Sérvia. Sua história era a de um forasteiro perene; um sofisticado amante da arte lançado no mundo obscuro de Política dos Balcãs; um anglófilo incorrigível forçado a acordos desagradáveis com os inimigos da Inglaterra; um cavalheiro em um mundo de bandidos pérfidos. Sempre se esforçando para conciliar as exigências da integridade pessoal com as da 'arte do possível', ele acabou não sendo amado em Belgrado, desconfiado em Berlim e desprezado em Londres." 

## Coleções de arte
O príncipe Paulo, juntamente com o rei Alexandre I da Iugoslávia, coletou, doou e dedicou um grande número de obras de arte à Sérvia e ao povo sérvio, incluindo obras-primas estrangeiras. Existem peças italianas, francesas e holandesas/flamengas especialmente significativas. A maior parte das obras está no Museu Nacional da Sérvia, incluindo obras de artistas como Rubens, Renoir, Monet, Ticiano, Van Gogh e Paul Gauguin. 

## Honras
| Condecorações Sérvias e Iugoslavas |                                                                                    |
| Predefinição:Ribbon devices/alt    | Ordem da Estrela de Karađorđe, Cavaleiro da Grã-Cruz                               |
| Predefinição:Ribbon devices/alt    | Ordem da Águia Branca, Cavaleiro da Grã-Cruz                                       |
| Predefinição:Ribbon devices/alt    | Ordem da Coroa Iugoslava, Cavaleiro da Grã-Cruz                                    |
| Predefinição:Ribbon devices/alt    | Ordem de São Sava, Cavaleiro da Grã-Cruz                                           |
| Medalhas de Serviço Sérvio         |                                                                                    |
| Predefinição:Ribbon devices/alt    | Medalha Comemorativa da Eleição de Pedro I como Rei da Sérvia                      |
| Predefinição:Ribbon devices/alt    | Medalha Comemorativa da Campanha Albanesa                                          |
| Predefinição:Ribbon devices/alt    | Medalha da Cruz Vermelha Sérvia                                                    |
| Honras Estrangeiras                |                                                                                    |
| Predefinição:Ribbon devices/alt    | Ordem de Carlos I, Grande Colar                                                    |
| Predefinição:Ribbon devices/alt    | Ordem Real Vitoriana, Cavaleiro Honorário da Grã-Cruz                              |
| Predefinição:Ribbon devices/alt    | Ordem da Jarreteira, Companheiro Cavaleiro Estranho                                |
| Predefinição:Ribbon devices/alt    | Ordem Militar Soberana de Malta, Oficial de Justiça Associado Grã-Cruz             |
| Predefinição:Ribbon devices/alt    | Ordem do Elefante, Cavaleiro                                                       |
| Predefinição:Ribbon devices/alt    | Legião de Honra, Cavaleiro da Grã-Cruz                                             |
| Predefinição:Ribbon devices/alt    | Ordem do Redentor, Cavaleiro da Grã-Cruz                                           |
| Predefinição:Ribbon devices/alt    | Ordem dos Santos Jorge e Constantino, Cavaleiro da Grã-Cruz                        |
| Predefinição:Ribbon devices/alt    | Ordem de Jorge I, Cavaleiro da Grã-Cruz                                            |
| Predefinição:Ribbon devices/alt    | Ordem Suprema da Santíssima Anunciação, Cavaleiro da Grã-Cruz                      |
| Predefinição:Ribbon devices/alt    | Ordem dos Santos Maurício e Lázaro, Cavaleiro da Grã-Cruz                          |
| Predefinição:Ribbon devices/alt    | Ordem do Leão Branco, Colar                                                        |
| Predefinição:Ribbon devices/alt    | Ordem da Coroa da Itália, Cavaleiro da Grã-Cruz                                    |
| Predefinição:Ribbon devices/alt    | Ordem do Tosão de Ouro, Cavaleiro                                                  |
| Predefinição:Ribbon devices/alt    | Ordem do Mérito do Reino da Hungria, Cavaleiro da Grã-Cruz com Santa Coroa e Colar |
| Predefinição:Ribbon devices/alt    | Ordem de Santo Alexandre, Cavaleiro da Grã-Cruz em Diamantes                       |